# Parascalops breweri
Parascalops breweri é uma espécie de mamífero da família Talpidae. É a única espécie do gênero Parascalops. Pode ser encontrada nos Estados Unidos da América e Canadá.